# Association des églises baptistes d'Israël
L’Association des églises baptistes d'Israël (anglais : Association of Baptist Churches in Israel) est une association chrétienne évangélique d'églises baptistes en Israël. Elle est affiliée à l’Alliance baptiste mondiale et l’Alliance évangélique d'Israël. Son siège est situé à Nazareth.

## Histoire

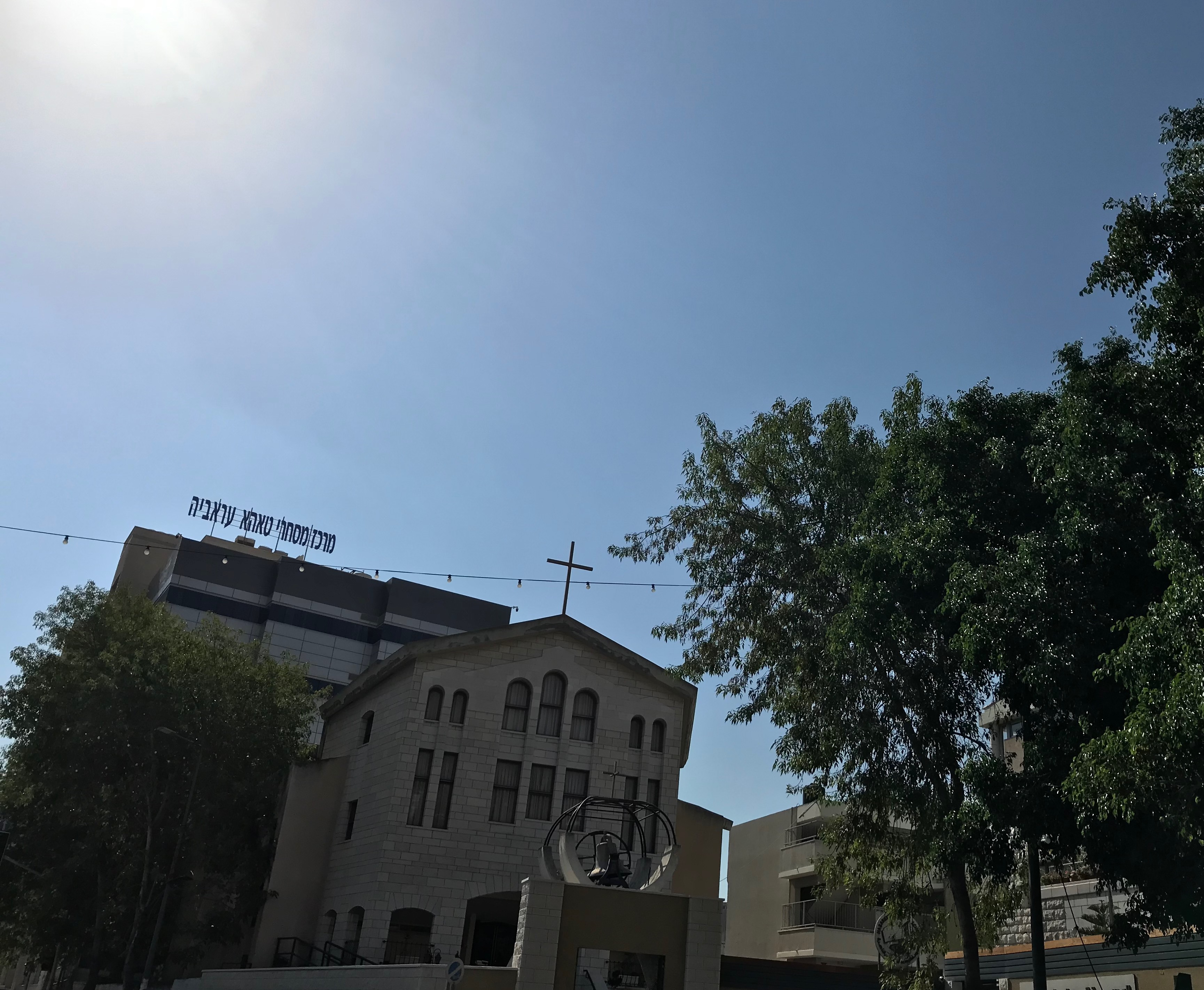
Église évangélique baptiste de Nazareth.

L’Association a ses origines dans la fondation de la première église baptiste à Nazareth en 1911 par le syrien Shukri Mosa,. Une mission américaine de l’International Mission Board a également établi d’autres églises en 1923. Elle a été officiellement fondée en 1965 par diverses églises arabes israéliennes. Selon un recensement de l’association, en 2023 elle aurait 17 églises et 900 membres.

## Écoles
L’association est partenaire de la Nazareth Baptist School fondée en 1936, une école K–12 .
En 2007, elle a fondé le Centre d'études chrétiennes de Nazareth, un institut de théologie. En 2014, le Centre a fusionné avec le Collège biblique de Galilée pour créer le Nazareth Evangelical College .